# Жељезњик
Жељезњик (слч. Železník) насељено је мјесто са административним статусом сеоске општине (слч. obec) у округу Свидњик, у Прешовском крају, Словачка Република.

## Становништво
| Година:    | 1994. | 2004.   | 2014.   | 2024.   |
| ---------- | ----- | ------- | ------- | ------- |
| Број људи: | 440   | 465     | 460     | 457     |
| Разлика:   |       | +5,68 % | -1,07 % | -0,65 % |

| Година:    | 2023. | 2024.   |
| ---------- | ----- | ------- |
| Број људи: | 459   | 457     |
| Разлика:   |       | -0,43 % |

Према подацима о броју становника из 2024. године насеље је имало 457 становника.